# 와히다 레흐만
와히다 레흐만(힌디어: वहीदा रहमान, 영어: Waheeda Rehman, 1938년 2월 3일 ~ )은 인도의 배우이다. 파드마 시리, 파드마 부산 서훈자이며, 1971년 내셔널 필름 어워드 여우주연상, 필름페어상 여우주연상 2회(1966년, 1968년), 1995년 필름페어상 공로상 수상자이다. 볼리우드 사상 최고의 여배우 중 한 명으로 여겨진다.

## 출연 작품
- 더 송 오브 스콜피온즈 (2017)
- 델리 6 (2009)
- 랑 데 바산티 (2006)
- 나는 간디를 죽이지 않았다 (2005)
- 아쉬람 (2005)
- 사랑의 순간 (1991)
- 쿨리 (1983)
- 가이드 (1965)
- 풀 문 (1961)
- 갈증 (1957)